# Peterborough Chronicle

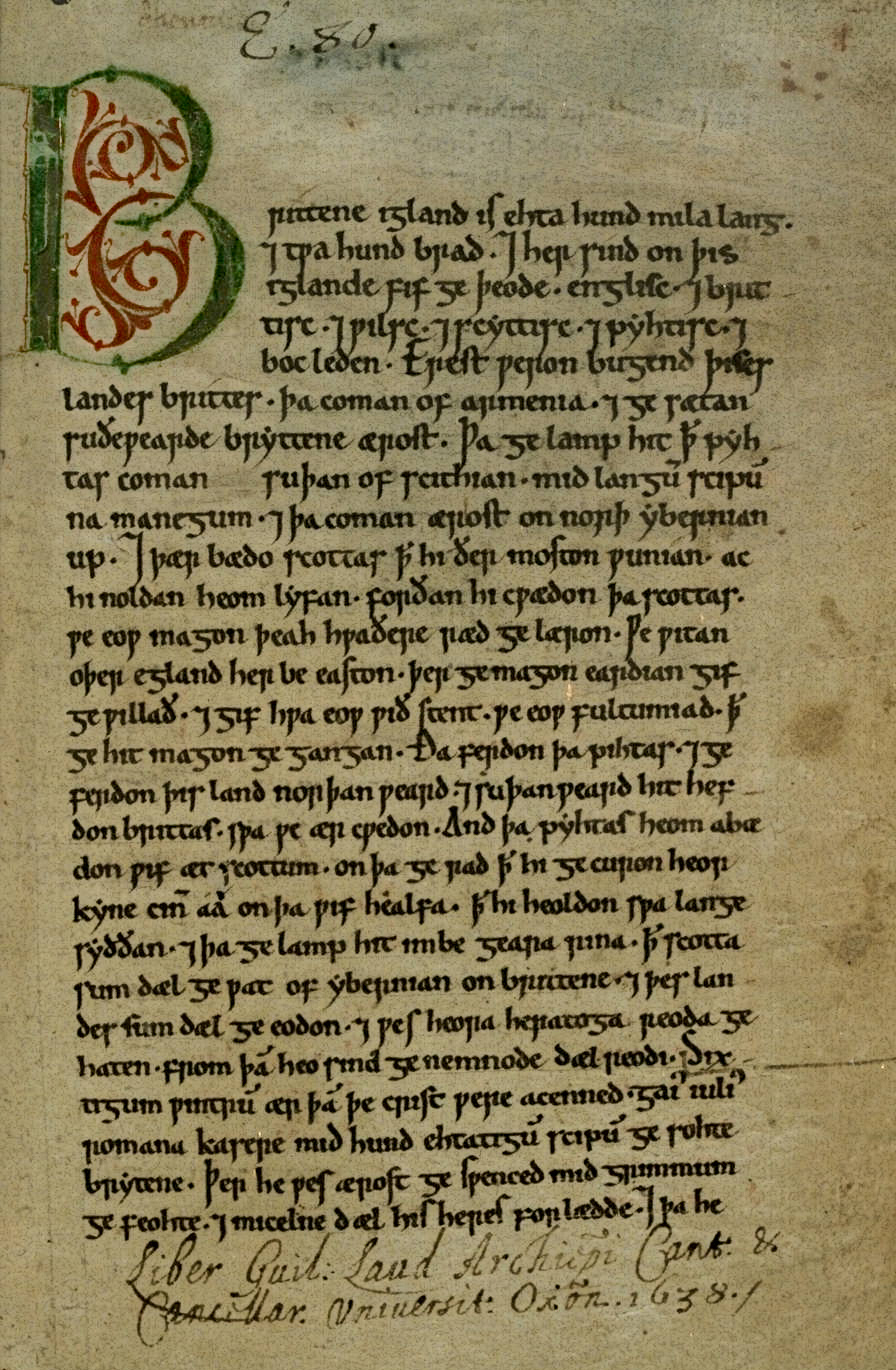
Erste Seite der Peterborough Chronicle

Die Peterborough Chronicle (auch Laud Manuscript genannt) ist eine der Angelsächsischen Chroniken; sie enthält einmalige Informationen zur englischen Geschichte und ist nach dem Philologen J. A. W. Bennett das einzige Prosageschichtswerk auf Englisch aus der Zeit zwischen der normannischen Eroberung Englands und dem späten 14. Jahrhundert.
Die Angelsächsischen Chroniken wurden von mehreren Klöstern des angelsächsischen England zusammengestellt und fortgeführt und stellen einen Versuch dar, die Geschichte der Menschheit niederzuschreiben. Jede dieser Chroniken beginnt mit der Erschaffung der Welt, gibt die Bibel und die Geschichte der Antike wieder, und wird bis in die damalige Gegenwart fortgeführt. Jede größere religiöse Einrichtung in England hatte ihre eigene individuelle Chronik, die nicht miteinander abgeglichen waren. Andererseits war es üblich, benachbarten Klöstern die eigene Chronik als Kopiervorlage auszuleihen, wenn deren Chronik beschädigt war oder eine neue Chronik begonnen wurde, so dass die beiden Chroniken bis zu diesem Zeitpunkt identisch waren. So auch bei der Peterborough Chronicle: ein Feuer zwang die Abtei, ihre Chronik bis ins Jahr 1120 aus anderen Chroniken zu kopieren.
Als Wilhelm der Eroberer England eroberte (1066) und das Anglonormannische offizielle Sprache wurde, wurden die Angelsächsischen Chroniken im Allgemeinen eingestellt. Die Mönche der Peterborough Abbey hingegen setzten ihre Arbeit fort. Obwohl die Peterborough Chronicle kein Werk professioneller Geschichtsschreibung ist und man zur Ergänzung auf lateinische Arbeiten (z. B. Wilhelm von Malmesburys Gesta Regum Anglorum) zurückgreifen muss, ist sie dennoch eine originäre Quelle für die Zeit von 1070 bis 1154, die zudem einen Standpunkt wiedergibt, der nicht der des Hofes ist.
Sie ist darüber hinaus eine wertvolle Quelle für die frühe mittelenglische Sprache selbst. Ihre erste Fortsetzung zum Beispiel ist in spätem Altenglisch geschrieben, die zweite Fortsetzung beginnt in Mischformen, und endet in einer deutlichen frühen Form des Mittelenglischen. Die sprachlichen Neuheiten in der zweiten Fortsetzung sind reichlich vorhanden, darunter zumindest eine echte Innovation: das weibliche Pronomen „she“ („scæ“ geschrieben) ist hier erstmals verzeichnet (Bennett).

## Das Feuer und die Fortsetzungen
Heute wird die Peterborough Chronicle – neben der Winchester Chronicle oder Parker Chronicle, der Abingdon Chronicle und der Worcester Chronicle – als eine der vier verschiedenen Versionen der Angelsächsischen Chroniken angesehen, unterscheidet sich aber nicht vollständig von den anderen (Bennett, „Early“). Ursache ist ein Brand in Peterborough, der die Klosterbibliothek zerstörte: der erste Teil der heutigen Peterborough Chronicle ist daher eine Abschrift der Chronik der Winchester Cathedral (Ramsay). Für das 11. Jahrhundert unterscheiden sich beide dann voneinander, weswegen auch spekuliert wurde, dass eine Proto-Kentish Chronicle voller nationaler und regionaler Besonderheiten für diese Zeit als Vorlage diente (Cambridge). Die Kopisten aus Peterborough nutzen vermutlich mehrere Quellen, um die fehlenden Jahre zu ergänzen, allerdings macht die Auflösung der Klöster unter König Heinrich VIII. (1537) es unmöglich, hier sicher zu sein. Die Einträge für das 12. Jahrhundert bis 1122 sind ein Durcheinander von Berichten aus zwei anderen Chroniken; der ständige Wechsel zwischen diesen beiden Quellen nährt den Verdacht der Existenz einer einzigen Quelle, die heute verloren ist.
Ab 1122 wird das Manuskript ein Unikat. Ab hier wird die Peterborough Chronicle in die Erste Fortsetzung und Zweite Fortsetzung aufgeteilt. Die beiden Fortsetzungen sind untereinander eigenständig sowohl bezüglich der Inhalte, als auch des Stils und der Sprache. Die Erste Fortsetzung behandelt die Zeit von 1122 bis 1131, die Zweite Fortsetzung die von 1132 bis 1154, beinhaltet also vor allem die Regierungszeit des Königs Stephan.

### Erste Fortsetzung (1122–1131)
Obwohl die Zweite Fortsetzung die wichtigere ist, enthält auch die Erste Fortsetzung einmalige Berichte über Ereignisse in der Umgebung Peterboroughs, die einen Einblick in das Leben der einfachen Leute der Zeit geben. Die Erste Fortsetzung enthält die normannische Eroberung, die Invasion Svens III. von Dänemark und Gerüchte um weitere Turbulenzen um den Thron, liefert aber keine Aussage über angelsächsischen Widerstand gegen Wilhelm den Eroberer und seine Söhne. Ein Bericht wohl eines Augenzeugen beschreibt den Brand der Abtei, der von betrunkenen Mönchen ausgelöst worden sei. Die Fortsetzung enthält auch kirchliche Skandale, wie die des Abtes von Glastonbury Abbey, der Söldner engagierte, um seine Abtei unter Kontrolle zu bringen.
Mit den Einträgen für das Jahr 1122 ändert sich die Sprache des Textes: aus Altenglisch wird eine Mischung aus alt- und mittelenglischem Vokabular (mit gallischen Formen) und alt- und mittelenglischer Syntax (einer Vereinfachung der Pronomen und der stark konjugierten germanischen Verben) sowie einer Verminderung der Deklination der Nomen.
Sowohl die Autoren der Ersten Fortsetzung als auch die der Zweiten Fortsetzung entwickeln Sympathien für den einfachen Menschen. Die Erste Fortsetzung entrüstet sich sowohl über die Hinrichtung von 44 Dieben 1122, von denen einige unschuldig waren, als auch über den Brand des Klosters in Gloucester. Der klösterliche Autor behauptet, die Steuern seien zu hoch, und zwängen die verarmten Menschen zu stehlen oder zu hungern, woran die Adligen im doppelten Sinne schuldig seien: zum einen, weil sie Unschuldige hinrichten und die Schuldigen außergewöhnlich grausam behandelten, zum anderen, weil es für den Adel mindestens so sündhaft sei, mit ihrer Habgier zum Diebstahl zu zwingen, wie für die Armen, Brot zu stehlen. Als der Normanne Heinrich von Poitou, der bereits Abt von Saint-Jean-d’Angély war, der Abtei Peterborough als Abt aufgezwungen wurde, protestierte der Chronist ausführlich gegen die Illegalität und der Pietätlosigkeit dieser Ernennung. Er erwähnt auch als böses Omen, die Wilde Jagd sei zeitgleich mit der Ernennung gesichtet worden. Als Heinrich 1132 abtritt, schreibt der Mönch von göttlicher Problemlösung, da Heinrich zum einen versucht habe, Peterborough zum Teil des cluniazensischen Ordens zu machen, zum anderen seinen eigenen Neffen zu seinem Nachfolger ernennen wollte – „oc Crist it ne uuolde“ („aber Christus wollte es nicht“).

### Zweite Fortsetzung (1132–1154)
Die Zweiten Fortsetzung, die über die Anarchie des Englischen Bürgerkriegs von 1135 bis 1154 berichtet, ist deswegen bemerkenswert, weil sie die Einheitlichkeit eines einzigen Autors aufweist. Forscher spekulieren, dass diese Fortsetzung diktiert wurde (weil die Sprache eine Version frühen Mittelenglischs ist, die üblicherweise in die Zeit nach König Stephan und Matilda von England angesiedelt wird) oder als Erinnerungen eines älteren Mönchs niedergeschrieben wurde. Die Zweiten Fortsetzung ist ein bewegender Bericht über Folter, Angst, Unordnung und Hunger.
König Heinrich I. starb 1135, und sowohl Stephan als auch Matilda erhoben Anspruch auf den Thron. Der klösterliche Autor beschreibt die Rebellion der Barone gegen Stephan, Matildas Flucht, und die Qualen, die die Soldaten der Barone dem Volk auferlegten. Der Autor tadelt Stephan für die Anarchie in seiner Regierungszeit, „softe and god“ zu sein, wo Festigkeit und Härte nötig waren. Als Stephan die aufständischen Barone gefangen nahm, ließ er sie wieder ziehen, nachdem sie ihm Treue geschworen hatten. Der Autor schreibt:
„Ða ðe suikes undergæton that he milde man was, and softe and god, and no iustice ne dide, ða diden hi alle wunder.“
„Als diese Männer verstanden, dass er (Stephan) ein sanfter Mann war, und nachgiebig und gut, und nicht Gerechtigkeit walten ließ, wunderten sich alle (über ihn).“ (zitiert nach Bennett und Smithers)
Die Barone versuchten, so schnell wie möglich zu Geld zu kommen, um Burgen bauen zu können (die der Autor als bislang seltene Neuerung ansah), und raubten mit diesem Ziel jeden aus, den sie trafen:
„ævric rice man his castles maked and agenes him heolden; and fylden the land ful of castles. Hi suencten suythe the uurecce men of the land mid castelweorces; tha the castles uuaren maked, tha fylden hi mid deovles and yvele men. Tha namen hi tha men the hi wendan that any god hefden, bathe be nihtes and be dæies, carlmen and wimmen, and diden heom in prison and pined heom efter gold and sylver untellendlice pining; for ne uuaerern naevre mas martyrs swa pined alse hi waeron.“
„Jeder Häuptling baute Burgen und hielt sie gegen den König, und sie füllten das Land mit Burgen. Sie quälten bösartig die armen Leute des Landes mit Arbeiten zum Burgenbau; als die Burgen fertig waren, füllten sie das Land mit Teufeln und schlechten Menschen. Dann enteigneten sie die, die Güter hatten, Tag und Nacht, arbeitende Männer und Frauen, und warfen sie ins Gefängnis und folterten sie um Gold und Silber mit unsäglichen Qualen, so dass niemals ein Märtyrer so gefoltert wurde wie diese Männer.“
Der Mönch und Autor sympathisiert mit dem normalen Bauern und Handwerken und spricht über die Zerstörung, unter der das offene Land litt. Er ist über die Folterberichte empört, und beklagt:
„Me henged up bi the fet and smoked heom mid full smoke. Me henged bi the þumbes other bi the hefed and hengen bryniges on her fet. Me dide cnotted strenges abuton here hæued and wrythen it ðat it gæde to þe haernes… I ne can nelne mai tellen alle ðe wunder ne all ðe pines that he diden wrecce men on ðis land.“
„Den einen hängten sie an den Füßen auf und füllten seine Lunge mit Rauch. Einer wurde an den Daumen aufgehängt, einer anderer am Kopf mit Kettenhemden an seinen Füßen. Einem zogen sie eine geknotete Schnur über den Kopf und drehten sie so fest, dass sie ihm ins Hirn drang... Weder kann noch will ich über all die Gräueltaten berichten, noch über all die Folterqualen, die sie den elenden Menschen dieses Landes antaten.“
Tod und Hunger folgten, als die Bauernhöfe brach lagen und die Bauern ermordet. Wenn ein berittener Reisender in ein Dorf kam, berichtet der Mönch, flohen alle aus Angst, dass er ein Raubritter sei oder einer dieser Barone. Der Handel kam zum Stillstand und es gab keine Versorgung mit Gütern mehr. Diejenigen, die mit Geld reisten, um Lebensmittel zu kaufen, wurden unterwegs ausgeraubt oder getötet. Die Bauern dachten, berichtet der Mönch, dass Jesus schliefe und Gott sich vom Land abgewandt habe, und sagt: „all dies und mehr erlitten wir 19 Winter lang für unsere Sünden.“ 
Nach dem Bericht über den Bürgerkrieg geht der Chronist zu kirchlichen Themen über. Er spricht von Abt Martin, der den unrechtmäßigen Heinrich ersetzte, als einem guten Abt. Martin ließ ein neues Dach auf das Kloster setzen und die Mönche in ein neues Gebäude umziehen. Auch gelang es ihm, so der Autor, Klosterland zurückzuerwerben, das zuvor von Adligen besetzt worden war. Die Chronik endet mit dem Tod Martins und dem neuen Abt, Wilhelm, der vermutlich die Niederschrift einstellen ließ.

## Eine einzigartige Stimme
Die beiden Fortsetzungen der Chronik von Peterborough sympathisieren mit den Armen, was sie in der lateinischen und englischen geschriebenen Geschichte einzigartig macht. Sie richten sich zudem mehr auf das Leben außerhalb der Abtei als andere Chroniken, die stärker fokussiert sind. Während die meisten Versionen nationale Ereignisse wie zum Beispiel Thronwechsel festhalten, sind Berichte über Entwicklungen rund um das Kloster selten. Böse Omen werden erwähnt, aber selten politische Allianzen diskutiert (wie es zum Beispiel der Autor der Zweiten Fortsetzung mit dem Bischof macht, der sich Matilda anschloss) oder die Rechtmäßigkeit der Äbte (wie der Autor der Ersten Fortsetzung mit seiner Klage über Bischof Heinrich). Die Mönche, die die Fortsetzung in Peterborough verfassten verfolgten entweder bewusst eine neue Richtung (vielleicht auf Anordnung des Abts Martin) oder setzten eine Art von Chronik fort, die in ihrer Abtei üblich gewesen und mit dem Brand verloren gegangen war. Es scheint nicht so zu sein, dass Peterborough in irgendeiner Weise eine lockere oder weltlich geprägte Abtei war, wie die Beschreibung der Trunkenheit zeigt, die das Feuer auslöste.
Die Fortsetzungen sind ebenso einzigartig in ihrer Sprache. In der Kopie aus Winchester wird die Orthographie und Syntax des Altenglischen bewahrt, bei neueren Ereignissen, zu denen keine Vorlage existiert, wird abrupt zu einer neuen Form gewechselt. Unter der Annahme, dass die Ausleihe unmittelbar vor dem Beginn der Fortsetzung anzusiedeln ist, spiegelt der sprachliche Wechsel entweder den Versuch wider, stärker mundartlich zu schreiben, oder aber deutliche und dramatische Änderungen in der Sprache selbst, wohl durch normannische Einflüsse ausgelöst. Da die Chronik in Prosa geschrieben ist, führt die Versform nicht zu künstlicher Konservierung sprachlicher Archaismen, so dass Sprachwissenschaftler auf diesen Seiten den Anfang des Mittelenglischen verfolgen können.

## Das Manuskript
Das Manuskript der Chronik befindet sich in der Bodleian Library. Es wurde von William Laud, dem damaligen Kanzler der Universität Oxford und Erzbischof von Canterbury am 28. Juni 1639 der Bibliothek geschenkt. Das Manuskript gehörte zu einer ganzen Reihe von Dokumenten, der dritten Gruppe von Manuskripten, die er der Bibliothek in den Jahren vor dem englischen Bürgerkrieg. zukommen ließ. Das Manuskript hat heute die Nummer Laud Misc. 636 und wurde früher, bezogen auf den „Old Catalogue“ Edward Bernards, als O. C. 1003 bezeichnet.